# Бигичевка
Бигичевка — река в России, протекает по территории Чердынского района Пермского края.

## Описание
Течёт главным образом в южном и юго-западном направлениях. Устье реки находится в 5,3 км по левому берегу реки Цыдовки. Высота устья НУМ — 124,6 м. Длина реки — 11 км.

## Данные водного реестра
По данным государственного водного реестра России относится к Камскому бассейновому округу, водохозяйственный участок реки — Кама от водомерного поста у села Бондюг до города Березники, речной подбассейн реки — бассейны притоков Камы до впадения Белой. Речной бассейн реки — Кама.
Код объекта в государственном водном реестре — 10010100212111100006680.